# Cratere Sidney
Sidney  è un cratere sulla superficie di Venere. Deve il proprio nome alla drammaturga inglese Mary Sidney (1561-1621).